# Chilantaisaurus tashuikouensis
Chilantaisaurus tashuikouensis ("Lagarto de Ch'ilant'ai de Tashuikou") es la única especie conocida del género extinto Chilantaisaurus de dinosaurio terópodo megarraptórido que vivió a mediados del período Cretácico, hace aproximadamente 93,9 y 89,8 millones de años, en el Turoniense, en lo que es hoy Asia.

## Descripción
Chilantaisaurus era un gran terópodo, tenía 11 metros a 13 metros de largo con un peso estimado de entre 2.5 toneladas y 4 toneladas métricas. En 2010, Brusatte et al. estimó que pesaba 6 toneladas, según las mediciones de longitud del fémur. Solo se encontraron un cráneo parcial y unas pocas vértebras. Chilantaisaurus presentaba un axis corto con espinas neurales rectas.

## Descubrimiento e investigación
La especie tipo, Ch. tashuikouensis, fue descrita por Hu en 1964 a partir de fósiles pertenecientes a la Formación Ulanhushi, parte del grupo Dashigou, en la Mongolia Interior, China, siendo la única considerada válida dentro del género hoy en día. El espécimen tipo es  IVPP V.2884,un conjunto de elementos de las extremidades (húmero derecho), y es un fósil tridimensional del cuerpo. Su localidad tipo es Tashuikou, datada en el Turoniano. Los paratipos son 284/5000, IVPP V2884.2 un ungual I manual de 250 mm en línea recta o 260 milímetros a lo largo de la curva, IVPP V2884.3 un ilion fragmentario, IVPP V2884.4 un fémur de 1,19 metros, IVPP V2884.5 una tibia de 954 milímetros, un IVPP V2884.6 un peroné parcial,IVPP V2884.7' un metatarsiano II de 415 milímetros, un metatarsiano III de 460 milímetros y un metatarsiano. incompletos. Aparte se han referido a la especie un diente IVPP V2884.8 ahora perdido y un centro vertebral caudal, IVPP V2884
Otras especies se han descrito a partir de unos pocos restos. Ch. sibiricus? de Turginskaya Svita, Rusia esta pobremente descrita estando sus relaciones con otros dinosaurios pobremente descritas según Chure. El espécimen nunca ha sido ilustrado, y fue descrito muy brevemente por Riabinin. Incluso no identificado como un metatarso hasta una posterior revisión de Huene. Aunque Molnar y otros lo asignan de manera cuestionable a Chilantaisaurus basado en la semejanza a Ch. tashuikouensis, el cuarto metatarso distal de este último es muy similar a algunos otros géneros como Sinraptor, aunque la asignación al género es dudosa.
Ch. maortuensis de la parte más baja de la Formación Ulanhushi, Mongolia interior, China,  es probablemente un celurosauriano de acuerdo a Chure y Rauhut, de gran tamaño, alrededor de 6,6 metros de largo y 820 kilogramos para un subadulto. Hu colocó éste y a Ch. tashuikensis en un mismo género basado en semejanzas dentales y caudales. Los caudales de Ch. tashuikensis son de referencia dudosa y pertenecen a la parte proximal de la serie, mientras que los de Ch.  maortuensis es más distal. También, el diente referido de Ch. tashuikensis es dudoso y la comparación con el diente expuesto del Ch. maortuensis no es útil. Debido a esto, Chure separó las dos especies, y creó más adelante un nuevo género para Ch. maortuensis en su tesis inédita, “Alashansaurus” (Chure, 2000 vide Glut, 2003). El nombre fue publicado por Glut, pero la última referencia incluye una advertencia para evitar que sea una fuente taxonómica oficial, expresando la posibilidad de que Chure sea su descriptor oficial una vez su tesis se publicara. Después de que Hu lo asignara a Megalosauridae,  Molnar observó semejanzas del frontal y del cuadrado de Labocania. Paul y Molnar y otros lo asignaron al parafilético Allosauria, más cercano a los  tiranosáuridos que a Allosaurus y Acrocanthosaurus. Chure reconoció los caracteres compartidos con Labocania, los tiranosáuridos, los troodóntidos y los dromeosáuridos. Posteriormente, en 2000 lo asignó más adelante al clado de Holtz que incluye a los tiranosauroides + ornitomimosaurianos + troodóntidos basado en la cicatriz isquial próximo lateral en el relacionado Labocania, y a Tyrannosauroidea basado en la base del cráneo altamente neumatizado y en la caja del cerebro profunda y corta. En 2009 Benson, R.B.J., Carrano, M.T y Brusatte, S.L. lo incluyeron en la nueva familia de Allosauroidea, Neovenatoridae, considerándolo como uno de los miembros más primitivos junto a Neovenator. Posteriormente Brusatte et al, 2009, lo reclasificarían como el primer carcarodontosáurido conocido de Asia con su propio nombre de género, Shaochilong. Finalmente, Allain y otros en 2012 lo reasignaron en Spinosauridae.
Huesos descritos como Ch. zheziangensis de la formación Tangshang Zhejiang, China y descrito por Dong en 1979. Resultó que pertenecían a un tericinosaurio, y según Glut este espécimen podría formar parte del holotipo de Nanshiungosaurus, aunque pertenezcan a distintas formaciones y lugares. Los restos son de un 77 % del pie de Therizinosaurus, dando un tamaño aproximado de 5 metros y un peso de 900 kilogramos.

## Clasificación
Hu lo consideró un Megalosauridae, pero ya Paul y Molnar et al. lo consideraron un carnosaurio dentro del parafilético Allosauria, más cercanos a los tiranosáuridos que Allosaurus y Acrocanthosaurus basándose en la reducción posterior del metatarsal III., pero estudios modernos describen como un espinosáurido probablemente una especie basal de la familia Spinosauridae, según lo expresado por Sereno, Chure  y Rauhut. Se basaron en su húmero recto y en su ungular I manual alargado. El último autor lo encontró como un taxón hermano de Spinosauridae basándose en la forma de la superficie tibial que articula con el proceso ascendente del astrágalo, siendo un canto intermedio limitado redondeado en Chilantaisaurus y Cristatusaurus. Benson y Xu encontraron que Ch. tashuikouensis tenía algunos caracteres sugestivos de las afinidades con Avetheropoda, fosa del músculo cuppedicus; metatarso proximal III acuncado, y compartiendo un epicóndilo cubital prominente con los alosáuridos, y un proceso preacetabular débil enganchado y un cuarto trocánter reducido como en los celurosaurianos. Con todo también observaron la porción distal anterior del húmero plano y el cociente húmero-femoral grande es diferente a los alosáuridos. Observaron que Coelurus también tiene un canto intermedio limitado redondeado en su tibia distal, y que algunos aveterópodos tienen húmeros rectos y un ungular I manual alargado también. Un estudio adicional de Benson, Carrano y Brusatte descubrió que no estaba tan relacionado con Shaochilong como el primer pensamiento, sino que era un carnosaurio de la familia Neovenatoridae, estrechamente relacionado con Allosaurus como Hu había pensado inicialmente.

### Filogenia
El cladograma propuesto aquí sigue el análisis de 2010 de Benson, Carrano y Brusatte,donde se observa a Chilantaisaurus por fuera del cldo Megaraptora.Aunque según estudios,es incorrecto.
|  | Australovenator |
|  |                 |
|  | Fukuiraptor     |
|  |                 |

|  | Aerosteon  |
|  |            |
|  | Megaraptor |
|  |            |

|  | Australovenator |
|  |                 |
|  | Fukuiraptor     |
|  |                 |

|  | Aerosteon  |
|  |            |
|  | Megaraptor |
|  |            |

|  | Australovenator |
|  |                 |
|  | Fukuiraptor     |
|  |                 |

|  | Aerosteon  |
|  |            |
|  | Megaraptor |
|  |            |

|  | Australovenator |
|  |                 |
|  | Fukuiraptor     |
|  |                 |

|  | Aerosteon  |
|  |            |
|  | Megaraptor |
|  |            |

|  | Australovenator |
|  |                 |
|  | Fukuiraptor     |
|  |                 |

|  | Aerosteon  |
|  |            |
|  | Megaraptor |
|  |            |

|  | Australovenator |
|  |                 |
|  | Fukuiraptor     |
|  |                 |

|  | Aerosteon  |
|  |            |
|  | Megaraptor |
|  |            |

|  | Australovenator |
|  |                 |
|  | Fukuiraptor     |
|  |                 |

|  | Aerosteon  |
|  |            |
|  | Megaraptor |
|  |            |

|  | Australovenator |
|  |                 |
|  | Fukuiraptor     |
|  |                 |

|  | Aerosteon  |
|  |            |
|  | Megaraptor |
|  |            |

El siguiente cladograma sigue el análisis de Coria y Currie de 2016 recupera a Chilantaisaurus en una posición similar.
|  | Fukuiraptor     |
|  |                 |
|  | Australovenator |
|  |                 |

|  | Megaraptor  |
|  |             |
|  | Murusraptor |
|  |             |
|  | Aerosteon   |
|  |             |
|  | Orkoraptor  |
|  |             |

|  | Fukuiraptor     |
|  |                 |
|  | Australovenator |
|  |                 |

|  | Megaraptor  |
|  |             |
|  | Murusraptor |
|  |             |
|  | Aerosteon   |
|  |             |
|  | Orkoraptor  |
|  |             |

|  | Fukuiraptor     |
|  |                 |
|  | Australovenator |
|  |                 |

|  | Megaraptor  |
|  |             |
|  | Murusraptor |
|  |             |
|  | Aerosteon   |
|  |             |
|  | Orkoraptor  |
|  |             |

|  | Fukuiraptor     |
|  |                 |
|  | Australovenator |
|  |                 |

|  | Megaraptor  |
|  |             |
|  | Murusraptor |
|  |             |
|  | Aerosteon   |
|  |             |
|  | Orkoraptor  |
|  |             |

|  | Fukuiraptor     |
|  |                 |
|  | Australovenator |
|  |                 |

|  | Megaraptor  |
|  |             |
|  | Murusraptor |
|  |             |
|  | Aerosteon   |
|  |             |
|  | Orkoraptor  |
|  |             |

|  | Fukuiraptor     |
|  |                 |
|  | Australovenator |
|  |                 |

|  | Megaraptor  |
|  |             |
|  | Murusraptor |
|  |             |
|  | Aerosteon   |
|  |             |
|  | Orkoraptor  |
|  |             |

|  | Fukuiraptor     |
|  |                 |
|  | Australovenator |
|  |                 |

|  | Megaraptor  |
|  |             |
|  | Murusraptor |
|  |             |
|  | Aerosteon   |
|  |             |
|  | Orkoraptor  |
|  |             |

|  | Fukuiraptor     |
|  |                 |
|  | Australovenator |
|  |                 |

|  | Megaraptor  |
|  |             |
|  | Murusraptor |
|  |             |
|  | Aerosteon   |
|  |             |
|  | Orkoraptor  |
|  |             |

|  | Fukuiraptor     |
|  |                 |
|  | Australovenator |
|  |                 |

|  | Megaraptor  |
|  |             |
|  | Murusraptor |
|  |             |
|  | Aerosteon   |
|  |             |
|  | Orkoraptor  |
|  |             |

|  | Fukuiraptor     |
|  |                 |
|  | Australovenator |
|  |                 |

|  | Megaraptor  |
|  |             |
|  | Murusraptor |
|  |             |
|  | Aerosteon   |
|  |             |
|  | Orkoraptor  |
|  |             |

|  | Fukuiraptor     |
|  |                 |
|  | Australovenator |
|  |                 |

|  | Megaraptor  |
|  |             |
|  | Murusraptor |
|  |             |
|  | Aerosteon   |
|  |             |
|  | Orkoraptor  |
|  |             |

|  | Fukuiraptor     |
|  |                 |
|  | Australovenator |
|  |                 |

|  | Megaraptor  |
|  |             |
|  | Murusraptor |
|  |             |
|  | Aerosteon   |
|  |             |
|  | Orkoraptor  |
|  |             |

|  | Fukuiraptor     |
|  |                 |
|  | Australovenator |
|  |                 |

|  | Megaraptor  |
|  |             |
|  | Murusraptor |
|  |             |
|  | Aerosteon   |
|  |             |
|  | Orkoraptor  |
|  |             |

|  | Fukuiraptor     |
|  |                 |
|  | Australovenator |
|  |                 |

|  | Megaraptor  |
|  |             |
|  | Murusraptor |
|  |             |
|  | Aerosteon   |
|  |             |
|  | Orkoraptor  |
|  |             |

|  | Fukuiraptor     |
|  |                 |
|  | Australovenator |
|  |                 |

|  | Megaraptor  |
|  |             |
|  | Murusraptor |
|  |             |
|  | Aerosteon   |
|  |             |
|  | Orkoraptor  |
|  |             |

|  | Fukuiraptor     |
|  |                 |
|  | Australovenator |
|  |                 |

|  | Megaraptor  |
|  |             |
|  | Murusraptor |
|  |             |
|  | Aerosteon   |
|  |             |
|  | Orkoraptor  |
|  |             |